# Solarkraftwerk Tengger Desert
Das Solarkraftwerk Tengger Desert ist ein Photovoltaikkraftwerk im Autonomen Gebiet Ningxia, Volksrepublik China, das sich ca. 5 km nordwestlich der Stadt Zhongwei befindet. Mit dem Bau des Kraftwerks wurde 2012 begonnen; es ging etappenweise bis 2017 in Betrieb. Zum Zeitpunkt der Inbetriebnahme war es das leistungsstärkste Solarkraftwerk der Welt.

## Technische Daten
Die installierte Leistung des Kraftwerks liegt mit Stand April 2023 bei 1,5 (bzw. 1,547) GW.

## Eigentümer
Das Kraftwerk ist im Besitz von China National Grid und Zhongwei Power Supply Company.

## Sonstiges
Die Kosten für die Errichtung des Kraftwerks werden mit 20 Mrd. CNY angegeben.